# 集藝樓

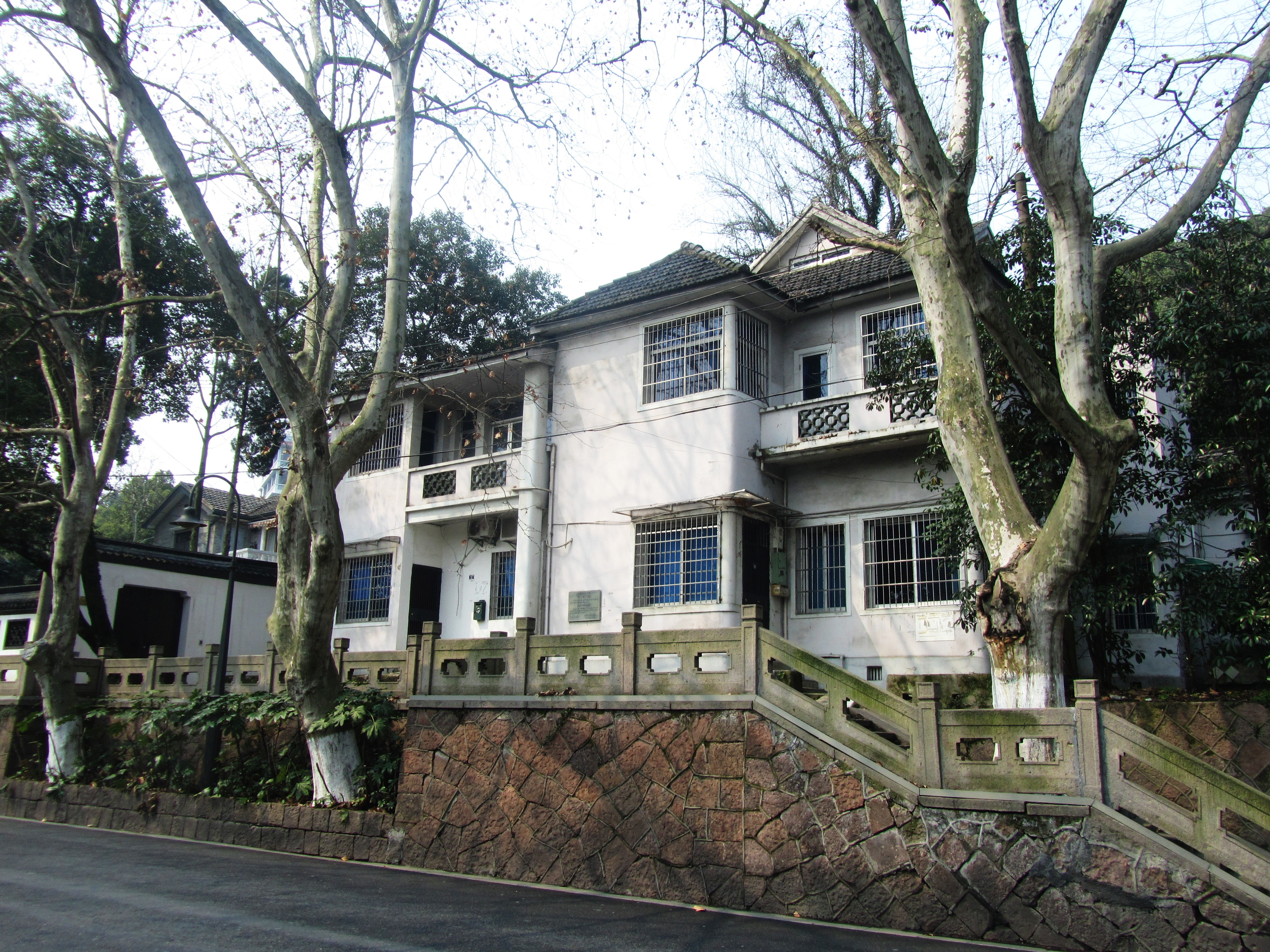

集藝樓是位於中國浙江省杭州市西湖區北山路的一棟建築，樓高二樓。 1954年後，集藝大樓曾經是作家史莽的住宅。現在該建築被作為餐廳使用。